# Sporta Centrs Grobiņas
Lo Sporta Centrs Grobiņas, o più semplicemente Grobiņa, è una società calcistica lettone di Grobiņa.

## Storia
Fondato nel 2009, partecipò alla 2. Līga (terzo livello del campionato lettone di calcio) dal 2010 al 2016, con la sola interruzione del 2013; nel 2016 vinse il proprio girone, ottenendo la partecipazione alla 1. Līga.
Partecipò alla seconda serie del campionato ottenendo risultati progressivamente migliori, fino alla vittoria del 2023.
Al primo anno in massima serie finì nono, riuscendo a salvarsi nello spareggio contro il JDFS Alberts.

## Palmarès

### Competizioni nazionali
- 1. Līga: 1

2023
- 2. Līga: 1

2016 (Girone Kurzeme)

### Altri piazzamenti
- 2. Līga:

Secondo posto: 2011 (Girone Kurzeme), 2014 (Girone Kurzeme)
Terzo posto: 2010 (Girone Kurzeme), 2015 (Girone Kurzeme)

## Statistiche e record

### Partecipazione ai campionati
| Livello | Categoria | Partecipazioni | Debutto | Ultima stagione | Totale |
| ------- | --------- | -------------- | ------- | --------------- | ------ |
| 1º      | Virslīga  | 2              | 2024    | 2025            | 2      |
| 2º      | 1. Līga   | 7              | 2017    | 2023            | 7      |
| 3º      | 2. Līga   | 6              | 2010    | 2016            | 6      |